# Henri Nathansen
Henri Nathansen (født 17. juli 1868 i Hjørring, død 16. februar 1944 i Lund i Sverige) var en dansk forfatter og sceneinstruktør.
Nathansen skrev også under pseudonymet Frater Taciturnus. Hans forfatterskab er præget af hans jødiske baggrund, som ikke mindst kommer frem i hans hovedværk, skuespillet Indenfor Murene, uropført på Det Kongelige Teater den 23. marts 1912 i hans egen instruktion. Emnet om jødisk identitet i Danmark behandles også i skuespillet Daniel Hertz og romanerne Af Hugo Davids Liv og Mendel Philipsen og Søn, foruden i hans biografi over Georg Brandes, hvor han insisterer på dennes jødiske karakter.
I 2006 optoges Indenfor Murene på Kulturministeriets kanon for scenekunst.
Mendel Philipsen og søn blev filmatiseret af Liv Ullmann under titlen Sofie.
Nathansen var oprindelig jurist, men opgav advokatkarrieren for at hellige sig teatret og sit forfatterskab. Fra 1909 var han sceneinstruktør ved Det Kongelige Teater. I oktober 1943 måtte han flygte til Sverige, og fire måneder senere tog han sit eget liv.

## Udvalgte værker
- Sommernat (1899)
- Den forbudne Frugt (1901)
- Floden (1902)
- Mor har Ret (1904)
- Den gode Borger (1907)
- Danas Have (1908)
- Daniel Hertz (1908)
- Indenfor Murene (1912)
- Af Hugo Davids Liv, I-IV (afsluttet 1917)
- Georg Brandes. Et Portræt (1929)
- Mendel Philipsen & Søn (1932)